# Cacahoatán
Cacahoatán är en kommunhuvudort i Mexiko.   Den ligger i kommunen Cacahoatán och delstaten Chiapas, i den sydöstra delen av landet, 900 km sydost om huvudstaden Mexico City. Cacahoatán ligger 498 meter över havet och antalet invånare är 14 404.
Terrängen runt Cacahoatán är kuperad. Runt Cacahoatán är det tätbefolkat, med 397 invånare per kvadratkilometer. Närmaste större samhälle är Tapachula, 14,0 km sydväst om Cacahoatán. I omgivningarna runt Cacahoatán växer huvudsakligen savannskog.